# 萊索托—俄羅斯關係

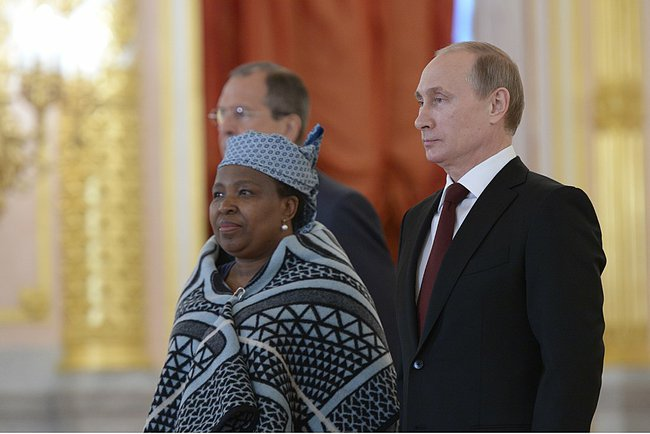
莱索托駐俄罗斯大使馬卡斯·賴亞菲斯向時任俄羅斯總統德米特里·梅德韋傑夫遞交國書

萊索托－俄羅斯关系（俄語：Российско-лесотские отношения），是指俄罗斯联邦和莱索托王国之間的雙邊關係。

## 歷史

### 蘇聯時期
蘇聯和萊索托於1980年2月1日建交，而蘇聯駐莫桑比克大使負責維持蘇聯在萊索托的利益。其後，尤里·謝佩列夫（Yuri Sepelev）被任命為第一任蘇聯駐萊索托大使。
於1982年12月9日南非武装袭击萊索托後，萊索托開始建立其與共產主義國家的關係。1983年5月，萊索托首相莱布阿·乔纳森到訪中華人民共和國和東方集團，他其後指中國和蘇聯將在萊索托建立大使館；南非政府作出回應，指對此表示憤怒，又指喬納森在1965年曾承諾不會讓任何共產主義國家在萊索托設大使館。莱索托外長文森特·馬克高（Vincent Makhele）在1984年9月到訪莫斯科，與蘇聯政府官員商討；他於1985年12月訪問莫斯科並與蘇聯簽署兩份分別關於技術和經濟、文化和科技的合作協議。

### 俄羅斯聯邦時期
1992年1月24日，於蘇聯解體後，萊索托宣佈承認俄羅斯聯邦為蘇聯的繼承國。2007年4月，俄羅斯駐莱索托大使阿納托利·馬卡羅夫（Anatoly Makarov）向賴索托國王萊齊耶三世遞交國書；莱索托駐俄羅斯大使馬卡斯·賴亞菲斯則於2010年2月5日向時任俄羅斯總統德米特里·梅德韋傑夫遞交國書。

## 文化關係
由於俄罗斯與萊索托兩國的關係，有些萊索托國民曾在前蘇聯或俄羅斯的大學接受教育，其中一些畢業生現於萊索托擔任高級職位（包括從莫斯科國立大學畢業的莱索托外長莫尼亞內·莫萊萊基）；自1996年以來，俄羅斯政府向部分萊索托公民提供助學金。